# Slaget vid Leipzig (1813)
Slaget vid Leipzig var ett fältslag under det sjätte koalitionskriget. Slaget stod den 16–19 oktober 1813 vid Leipzig i västra Sachsen och slutade med en avgörande seger för de allierade och förlust för Napoleon. Med över en halv miljon deltagande soldater var slaget det största i Europa före första världskriget och kallas på tyska traditionellt för Völkerschlacht bei Leipzig ("Folkslaget vid Leipzig").
Efter katastrofen i Ryssland under hösten 1812 började Napoleons makt över Tyskland att rasa samman. Preussen gick genast över till Frankrikes fiender och Österrike anslöt sig senare. Mitt under slaget deserterade den sachsiska armén och övergick till de allierade.
Efter att de allierade besegrat den franska armén retirerade Napoleon västerut.

## Bakgrund

Den sjätte koalitionen (i rött) mot Frankrike och dess allierade (i blått).

Efter Napoleons misslyckade invasion av Ryssland och hans truppers nederlag under spanska självständighetskriget bildade de anti-franska staterna 1813 den sjätte koalitionen: denna bestod av Ryssland, Österrike, Preussen, Sverige, Storbritannien, Spanien, Portugal och vissa mindre tyska stater. Koalitionen hade över en miljon soldater, och vid tiden för slaget översteg de allierade arméerna öster om Rhen förmodligen en miljon soldater. I jämförelse hade Napoleons styrkor krympt till bara ett par hundra tusen.
Napoleon försökte återupprätta sitt fäste i Tyskland och vann två taktiska segrar; vid Lützen den 2 maj och Bautzen den 20–21 maj, mot de rysk-preussiska styrkorna. Hans triumfer ledde till ett kortvarigt vapenstillestånd, innan han sedan vann en stor seger i slaget vid Dresden den 27 augusti. Efter detta åtog sig koalitionsstyrkorna att följa den planläggning som skissats i Trachenbergs plan; planen gick ut på att undvika stridskontakt med Napoleon själv och istället söka strid med de franska marskalkarna. Gebhard von Blücher, Sveriges kronprins Karl Johan, Karl zu Schwarzenberg och Levin August von Bennigsen nådde segrar under slagen vid Grossbeeren, Kulm, Katzbach och Dennewitz tack vare denna plan.
Marskalk Nicolas Oudinot besegrades i slaget vid Grossbeeren och därmed misslyckades han med att erövra Berlin med sin armé på 60 000 man. Detta tvingade Napoleon att dra västerut på grund av hotet mot norr. Han korsade floden Elbe i slutet av september och organiserade sina styrkor i närheten av Leipzig för att skydda sina proviantlinjer och möta de allierade. Napoleon utplacerade sin armé runt staden, men koncentrerade sin styrka från Taucha till Stötteritz varifrån han själv ledde striden. Preussarna ryckte fram från Wartenburg, österrikarna och ryssarna från Dresden och den svenska styrkan från norr.

## Stridande styrkor
Napoleons armé bestod av omkring 160 000 franska soldater med 700 kanoner, samt 15 000 polacker, 10 000 italienare och 40 000 tyskar som tillhörde Rhenförbundet. Sammanlagt bestod hans armé av 225 000 soldater. Koalitionen hade omkring 380 000 soldater ihop med 1 500 kanoner. Armén bestod av 145 000 ryssar, 115 000 österrikare och ungrare, 90 000 preussare och 30 000 svenskar. Detta gör Leipzig till Napoleonkrigens största slag, och överträffar slagen vid Borodino, Wagram, Jena-Auerstedt och Ulm.
Napoleon hade redan på mindre än ett halvår efter katastrofen i Ryssland kunnat ställa upp en ny Grande Armée då han våren 1813 tog upp kampen mot de allierade på tyskt område. Många av soldaterna i den nya armén var dock antingen för unga eller för gamla och saknade stridserfarenhet. Samtidigt som han vann slagen vid Lützen och Bautzen minskades hans armé då styrkor från Grande Armée besegrades under några strider under befäl av Napoleons marskalkar, samtidigt som koalitionsstyrkornas befälhavare tätt fick följa Trachenbergs plan. Det franska kejserliga kavalleriet var också i ett utmattat tillstånd; de var av dålig kaliber jämfört med dem som mobiliserats under ryska fälttåget. Därför kunde Napoleon inte hålla ögonen på sina kommunikationslinjer eller spana på fiendens ställningar (vilket hade påverkat resultatet av slaget vid Grossbeeren).
Koalitionsarmén bestod av fyra enskilda arméer: den österrikiska armén från Böhmen under Karl von Schwarzenberg, den preussiska armén från Schlesien under Gebhard von Blücher, den ryska armén från Polen under Levin August von Benningsen och den svenska nordarmén under Karl Johan Bernadotte som även förde befälet över en brittisk avdelning bestående av ridande artilleri utrustat med Congreveraketer.

## Truppernas organisation

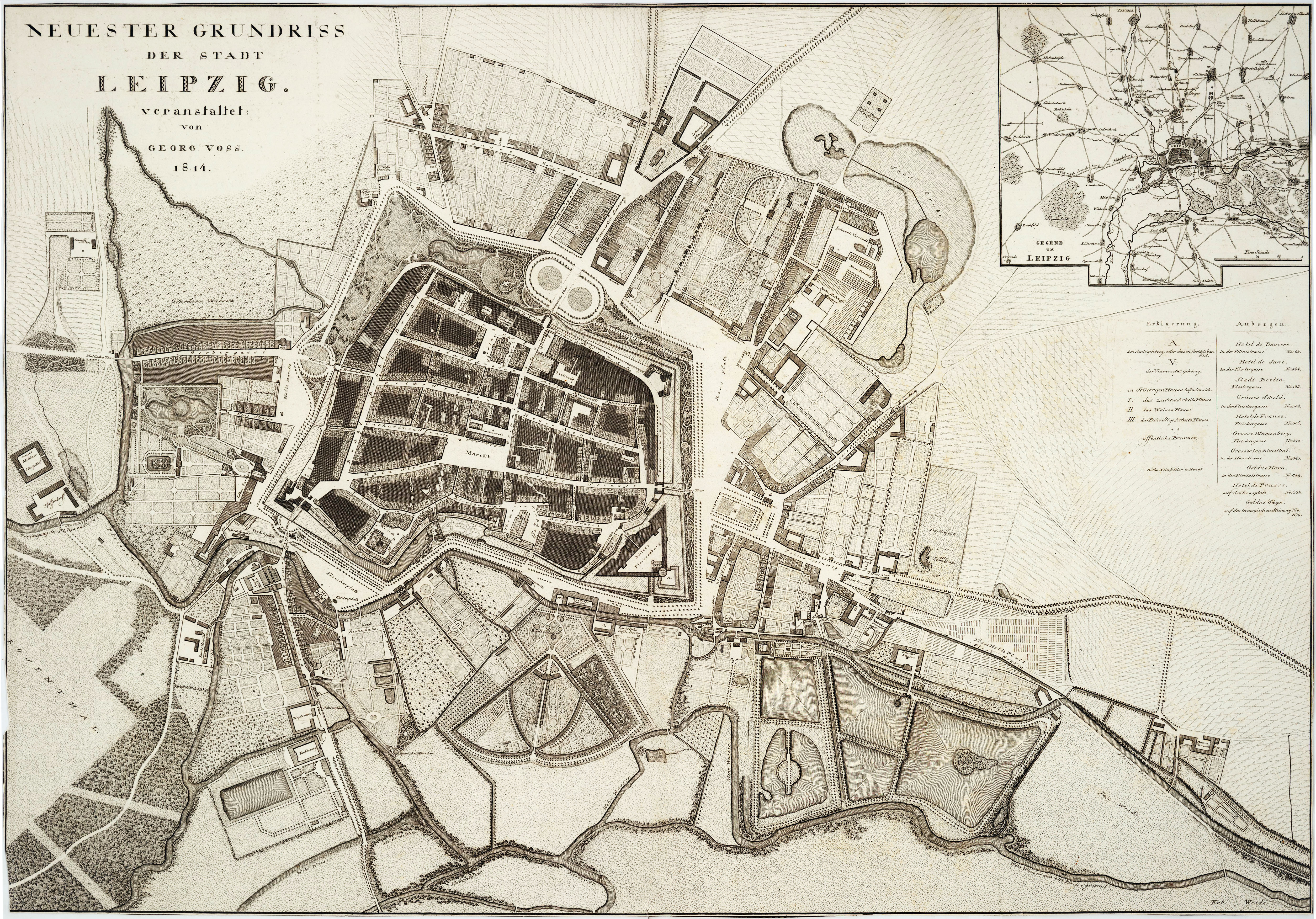
Karta över Leipzig, från 1814.

### Napoleons planer
Trots att han var helt omringad av fiender planerade Napoleon att gå på offensiven mellan floderna Pleisse och Parthe. Ställningen vid Leipzig erbjöd flera förmåner för en fyndig befälhavare. Floderna som strålade samman där splittrade den omgivande terrängen i många olika sektorer. Napoleon, som bevakade Leipzig och dess broar, kunde därmed flytta trupper från en sektor till en annan betydligt snabbare än de allierade, som hade flera svårigheter med att befalla stora mängder trupper i en enda stridssektor.
Den norra fronten försvarades av marskalkarna Ney och Marmont, och östfronten av MacDonald. Artillerireserven, ambulanserna och resgodset stod nära Leipzig. Broarna över Pleisse och Elster försvarades av fotsoldater och några kanoner. Huvuduppsättningen av artilleriet fanns i reserv, och skulle användas på Gallowplatån under striden. Detta batteri kom att ledas av Drouot personligen. Vänsterflygeln bestående av fransmännens ställningar i Wachau och Liebertwolkwitz försvarades av Poniatowski och Augereau och hans unga franska rekryter.

### Koalitionens planer
En framstående stab, bestående av bland andra marskalkarna prins Volkonsky av Ryssland, Johan Christopher Toll av Sverige samt Karl Friedrich von dem Knesebeck och Gerhard von Scharnhorst av Preussen stödde de allierade befälhavarna, men den var oordnad och ineffektiv. Staben präglades av inkompetens och småsinta rivaliteter där fraktioner kämpade mot varandra. Många ansåg att Schwarzenberg var den som passade bäst som koalitionsstyrkornas överbefälhavare under striden, men Alexander I (Rysslands kejsare) klagade på hans inkompetens angående stridsplaneringen. Schwarzenbergs huvudsakliga plan var att kalla på en sekundär attack på bron mellan Leipzig och Lindenau som skulle ledas av Blücher och Gyulai, och en huvudattack över floden Pleisse som skulle ledas av Merveldt, Hessen-Homburg och det preussiska gardet. Istället röstade många på den ryske tsaren Alexander som den rättmätiga överbefälhavaren för koalitionsarmén, men han tillät Schwarzenberg att ta fram en ny stridsplan. Schwarzenberg utarbetade då den nämnda planen som till stor del var avsedd till att låta alla göra som de själva ville. Planen var följande: Blüchers förtrupper skulle bege sig norrut mot vägen till Halle, det ryska och preussiska gardet och ryska tunga kavalleriet skulle samla sig vid Rotha som arméns reserv. De österrikiska grenadjärerna och kyrassiärerna skulle rycka fram mellan floderna. Denna strategi skulle garantera dem en omringning av den franska armén i Leipzig och dess omgivning.

## Slaget

### 16 oktober
De allierade offensiverna fick enbart en liten påverkan och tvingades snart att dra sig tillbaka, men Napoleons underlägsna styrkor var oförmögna att bryta de allierades linjer, vilket resulterade i ett hårt dödläge.

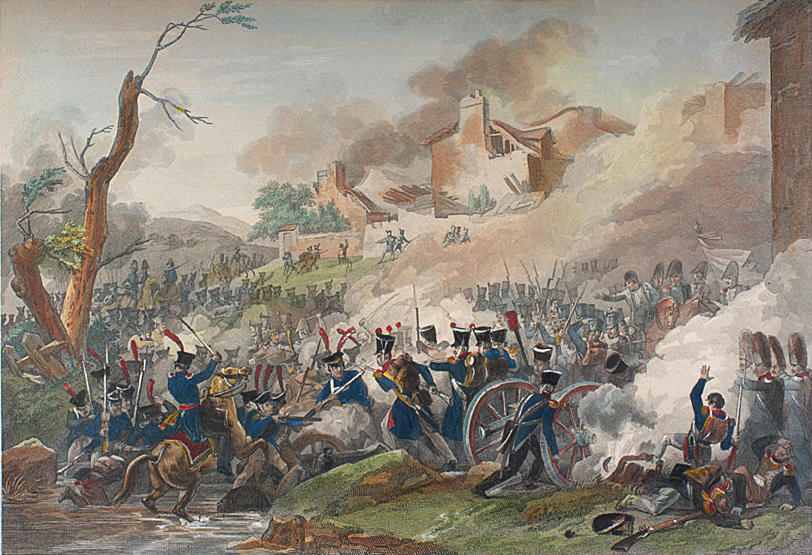
Närstrider på Leipzigs gator, gravyr av Pierre Adrien.

Den andra österrikiska armékåren, under befäl av general von Merveldt, ryckte fram mot Connewitz via Gautzsch och försökte angripa ställningen när Napoleon anlände till slagfältet tillsammans med Unga gardet och vissa Chasseurs (de kejserliga prickskyttarna). von Merveldt fick snart reda på att allén framför österrikarna var täckt av franskt batteri och några jägarförband som hade ockuperat husen där och tillät inte österrikarna att skicka ut sitt artilleri som understöd för angreppet. von Merveldt blev själv sårad och tillfångatogs av fransmännen efter att ha gått rakt in i de sachsisk-polska linjerna i Pleissefloden, då han trodde att de var preussiska musketörer och ungerska grenadjärer som retirerade från fiendens försvarslinjer. Österrikarna förflyttades och anföll sedan det närliggande Dölitz, nedför en väg som korsades av två broar och ledde till en herrgård och en kvarn. Två kompanier från det 24:e regementet jagade bort den lilla polska garnisonen och erövrade ställningen. En snabb motattack från sachsarna och polackerna slog tillbaka de österrikiska trupperna och striden gungade fram och tillbaka, tills österrikarna tog fram ett starkt artilleribatteri och blåste bort polackerna från ställningen. Polackernas lik låg överallt under deras ilskna försvar och på vägen ut satte de eld på både herrgården och kvarnen.

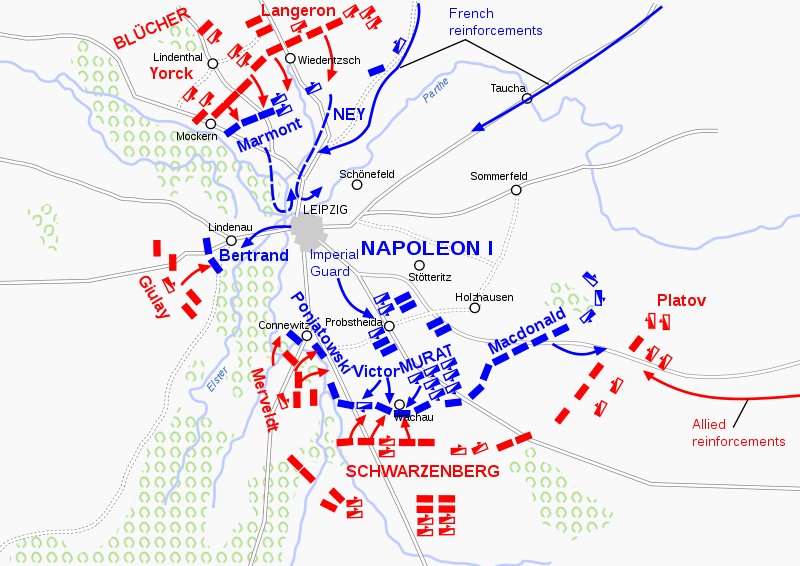
Truppernas uppställning den 16 oktober.

General Kleist, som rörde sig längs Pleissefloden, angrep marskalkarna Poniatowski och Augereau i byn Markkleeberg. Österrikarna reparerade en bro och intog en skolbyggnad och herrgård, varpå de franska trupperna gjorde ett motanfall och jagade bort österrikarna från skolan och tillbaka över floden. De franska anfallen på herrgården kostade flera franska och polska liv. Den ryska 14:e avdelningen inledde en rad flankerande anfall som tvingade polackerna ut ur Markkleeberg; marskalk Poniatowski stoppade dock reträtten och de framryckande ryssarna. Han tillfångatog fyra bataljoner av den preussiska 12:e brigaden och riktade sina anfall från sitt artilleri och kavalleri tills de fritogs av ryska husarer. Marskalk Poniatowski återtog Markkleeberg men jagades bort av två preussiska bataljoner. Österrikiska grenadjärer ställdes då upp framför Markkleeberg och med ett flankanfall drevs polackerna och fransmännen bort från området.
Den andra ryska infanterikåren anföll Wachau nära Leipzig med stöd från den 9:e preussiska brigaden. Ryssarna ryckte fram, omedvetna om att franska trupper väntade på dem. Fransmännen överraskade dem vid flanken och slog ut dem. Preussarna gick in i Wachau, där gatustrider med fransmännen utbröt. Franskt artilleri sprängde bort preussarna från Wachau och fransmännen kunde därmed återta byn.

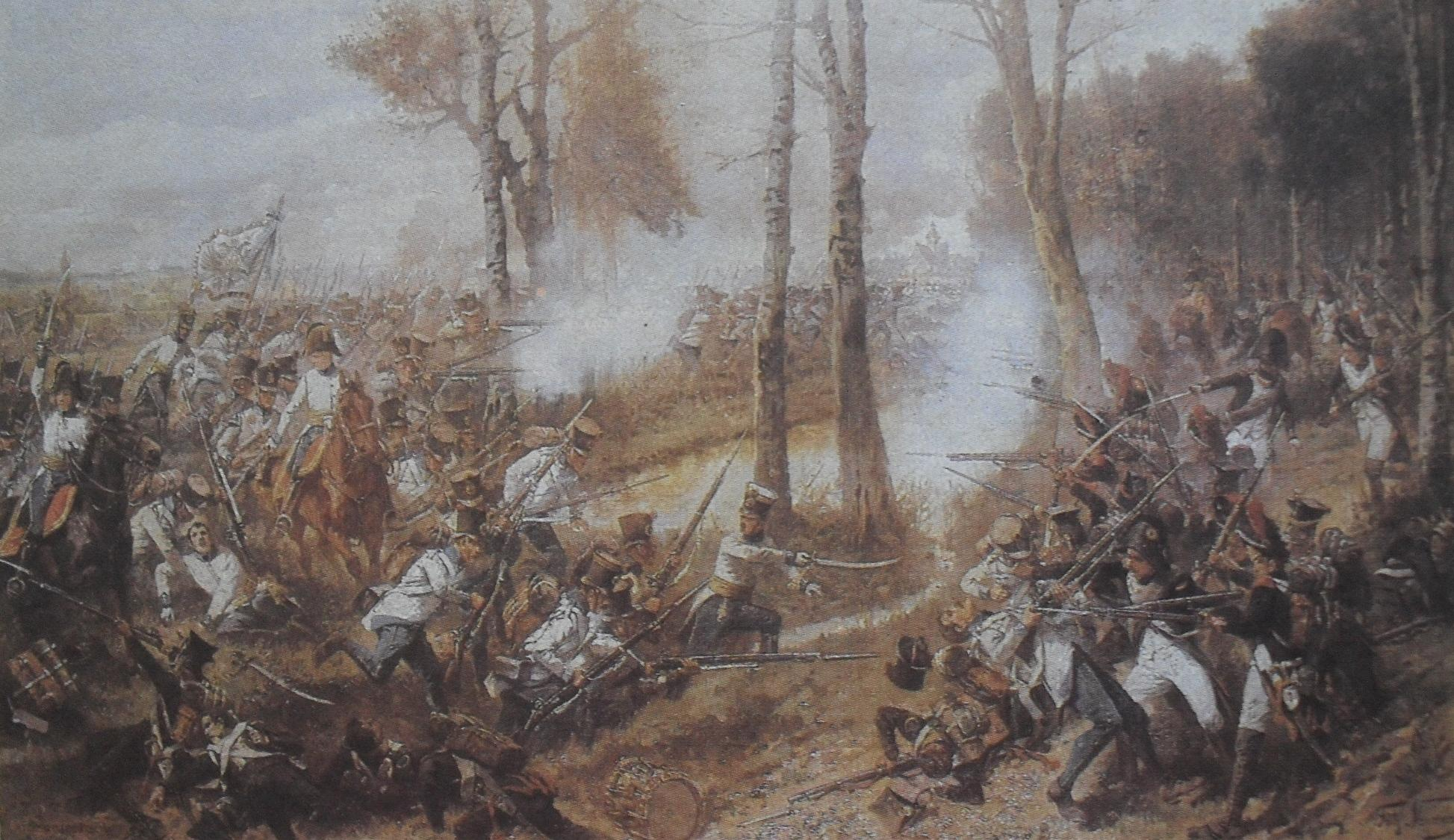
Det 19:e ungerska infanteriregementet går till anfall vid Leipzig. Målning av Fritz Neumann.

Liebertwolkwitz var en stor by i en upphöjd ställning, som försvarades av marskalk MacDonald och general Lauriston med cirka 18 000 man. Johann von Klenaus med den fjärde österrikiska armékåren anföll med 24 500 understödda av Pirths 10:e brigad (4 550) och Ziethens 11:e brigad (5 365). Först anföll österrikarna och drev fransmännen bort från Liebertwolkwitz efter hårda strider, för att sedan i sin tur drivas bort efter en fransk motattack. Vid denna tid beordrade Napoleon general Drouot att bilda ett stort batteri på Gallowplatån. Detta gjordes med 100 kanoner som sprängde bort den andra ryska armékåren, och tvingade de preussiska bataljonerna som stödde den att ta skydd. Den ryska generalen Württemberg, som var känd för sin stora tapperhet, kommenderade sina trupper under beskjutning. Ett hål hade öppnats och under denna stund anlände marskalk Murat med 10 000 franska, italienska och sachsiska ryttare. Murats val att anfalla de allierade trupperna med massiva kavallerikolonner visade sig dock vara olycksaligt då mindre rörliga formationer av det rysk-preussisk-österrikiska kavalleriet lyckades förfölja Murats avdelning och drev dem tillbaka till deras eget artilleri, där de räddades av det franska dragongardet. Det Unga gardet skickades in för att driva bort de allierade och ge Napoleon sin inbrytning. De återerövrade både Liebertwolkwitz och Wachau, men de allierade kontrade med ryska gardet och österrikiska grenadjärer understödda av ryska kyrassiärer. Trupperna bildades i fyrkantsformationer, sprängde de franska ryttare från sina hästar och stormade de franska batterierna. Napoleon kunde inte bryta de allierades linjer på den södra flanken, trots att han erövrade mycket mark där.

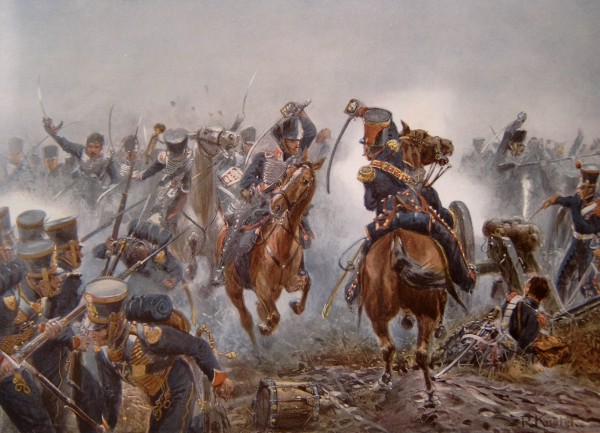
Striderna vid Möckern, målning av Richard Knötel

Den norra fronten öppnades när general Langerons ryska armékår stormade byarna Groß-Wiederitzsch och Klein-Wiederitzsch i de nordliga franska linjernas centrum. Denna ställning försvarades av general Dąbrowskis polska avdelning bestående av fyra infanteribataljoner och två kavalleribataljoner. Den polska avdelningen anföll först, och striden vacklade fram och tillbaka med anfall och motanfall. General Langeron samlade sina styrkor och med svåra förluster tog slutligen fransmännen båda byarna.
Den norra fronten dominerades av slaget vid Möckern. Detta var en strid uppdelad i fyra faser med hårda stridigheter från båda sidor. Byn bestod av en herrgård, ett slott, muromgärdade trädgårdar och låga murar. Varje ställning förvandlades till en fästning med murar som hålades så att fransmännen skulle kunna ge täckeld. Marken väster om ställningen var alltför trädbevuxen och sumpig för att kunna placera artilleri. En fåra sprang österut längs floden Elster och som var 4 meter hög. Marskalk Marmont satte upp infanterikolonner bakom ställningarna som reserv och för snabba kontringar mot alla fientliga ställningar. Blücher beordrade Langerons (ryska) och Yorcks (preussiska) armékårer mot Marmonts fjärde kår. När striden stod och vägde beordrade Marmont en kavallerichock, men hans befälhavare vägrade anfalla. Senare orsakade ett anfall av preussiska husarer stora förluster för de franska försvararna. Striden varade långt in på natten. Artilleriet orsakade majoriteten av de 9 000 allierade och 7 000 franska dödsoffren, och de allierade tillfångatog också 2 000 fransmän.

### 17 oktober

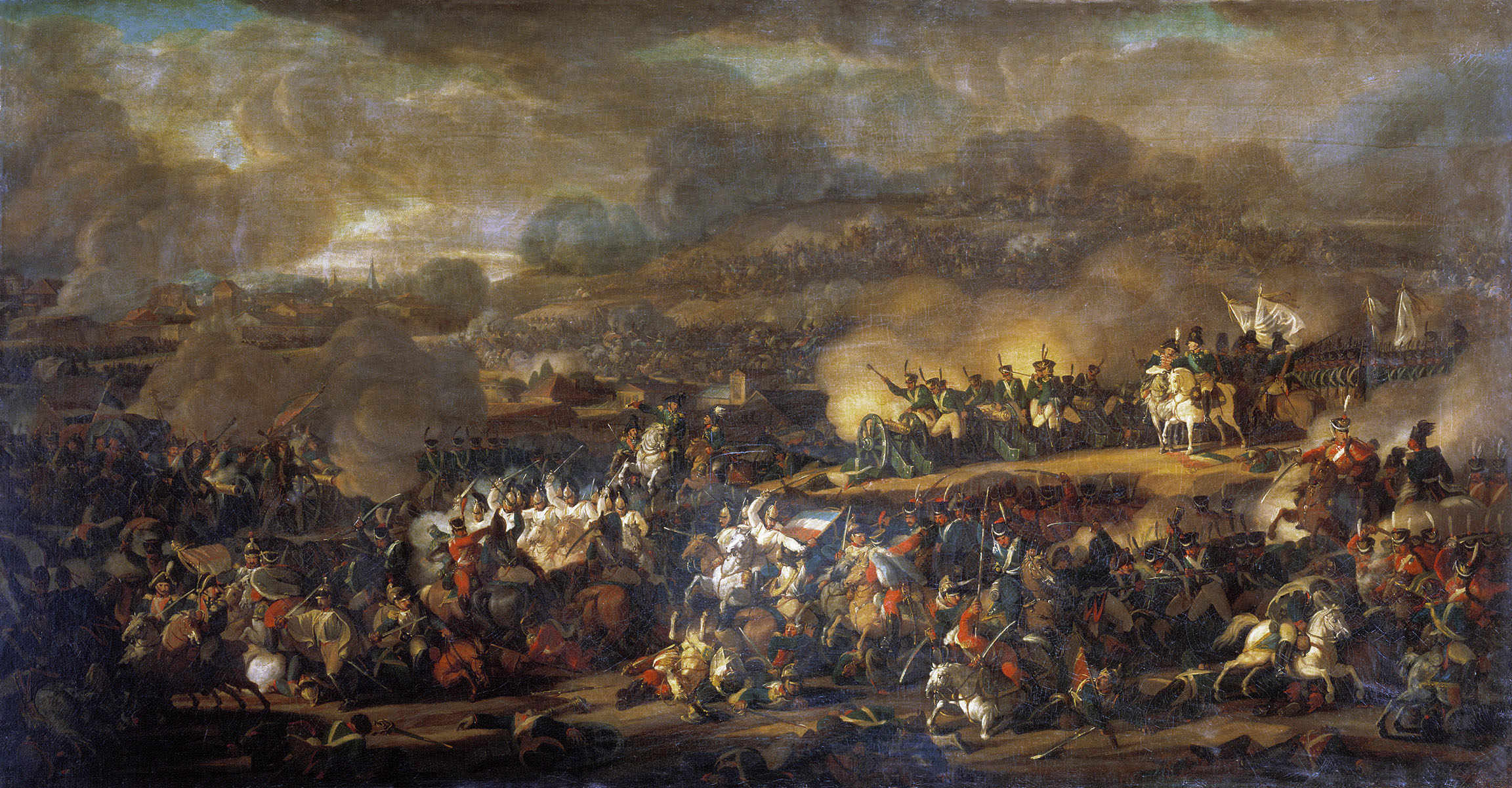
Slaget vid Leipzig.

Det pågick endast två drabbningar den 17 oktober: ett anfall av den ryske generalen Sacken på general Dąbrowskis polska avdelning vid byn Gohlis. De ryska trupperna lyckas driva tillbaka polackerna som retirerade till Pfaffendorf. Blücher, som befordrades till fältmarskalk dagen innan, beordrade general Lanskois andra ryska husaravdelning att anfalla general Arrighis tredje kavallerikår. Som dagen innan visades den sjätte koalitionens kavalleri vara överlägsen, och drev bort fransmännen med stora förluster.
Fransmännen fick bara 14 000 soldater som förstärkning. Å andra sidan förstärktes koalitionstrupperna av 145 000 soldater indelade i två arméer, den ene under befäl av den ryske generalen von Bennigsen från den första och andra raden av Böhmens armé, den andre av Nordarmén, som mestadels bestod av svenska trupper, under befäl av prins Karl Johan Bernadotte.

### 18 oktober
Det var uppenbart att de allierade skulle omringa Napoleon och hans armé, och han visste att hela hans armé riskerade kapitulation om han inte drog sig tillbaka från striden. Napoleon började därför undersöka om de vägar och broar som fanns i Lindenau skulle kunna användas för att dra tillbaka sina trupper, eller åtminstone kunna säkra ett brohuvud över floden Pleisse. Han ansåg sig dock inte behöva dra sig tillbaka på en gång eftersom han trodde att denna dag skulle bli hans segerdag. Han trodde också att en stark, formidabel eftertrupp i Leipzig själva kunde avvärja alla allierade anfall, vilket skulle kunna köpa honom och hans styrkor mer tid att dra sig undan striden.
Under tiden skickade Napoleon general von Merveldt, som tillfångatogs två dagar tidigare, tillbaka till de allierade som en villkorlig frigivning. von Merveldt fick ett brev som han skulle skicka till tsar Alexander I, Preussens kung Fredrik Vilhelm III och den österrikiske kejsaren Frans I, där Napoleon erbjöd sig att överlämna sina fästningar längs floderna Oder och Vistula till koalitionen, på villkor att de allierade skulle låta honom dra sig tillbaka till en ställning bakom Saale. Han tillade att, om de godtog erbjudandet, borde de underteckna en vapenvila och åta sig till fredsförhandlingar. Samtliga monarker avslog hans erbjudande.

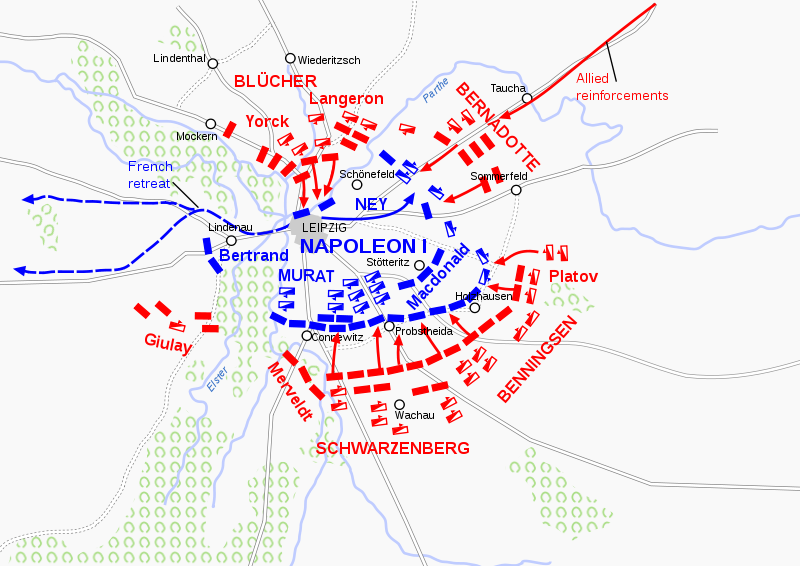
Truppernas uppställning den 18 oktober.

Koalitionen lanserade en enorm offensiv från alla sidor av slagfältet. I över nio timmars strid, där båda sidor led stora förluster, pressades fransmännen långsamt tillbaka mot Leipzig. Den sjätte koalitionen hade fältmarskalk Blücher och prins Karl Johan av Sverige i norr, generalerna Barclay de Tolly, Bennigsen och Prins von Hessen-Homburg i söder och Ignaz Gyulai i väster.
Den preussiska 9:e brigaden ockuperade den övergivna byn Wachau medan österrikarna, med general Bianchis ungerska soldater, vräkte bort fransmännen från Lößnig. Det österrikiska kavalleriet anföll det franska infanteriet för att ge det österrikiska infanteriet tid att komma fram och ställas upp i stormningen på Dölitz. Det Unga gardet drev ut dem. Vid denna tidpunkt började tre österrikiska grenadjärbataljoner att bestrida byn med stöd från artilleriet.
Under tiden, på order av de svenska officerarna som kände sig skamsna att de inte har fått delta i striden, gav kronprinsen Karl Johan beslutet om att skicka in sitt lätta infanteri för att delta i det slutliga anfallet mot själva Leipzig. De svenska jägarna klarade sig mycket väl och förlorade endast 121 man under anfallet.

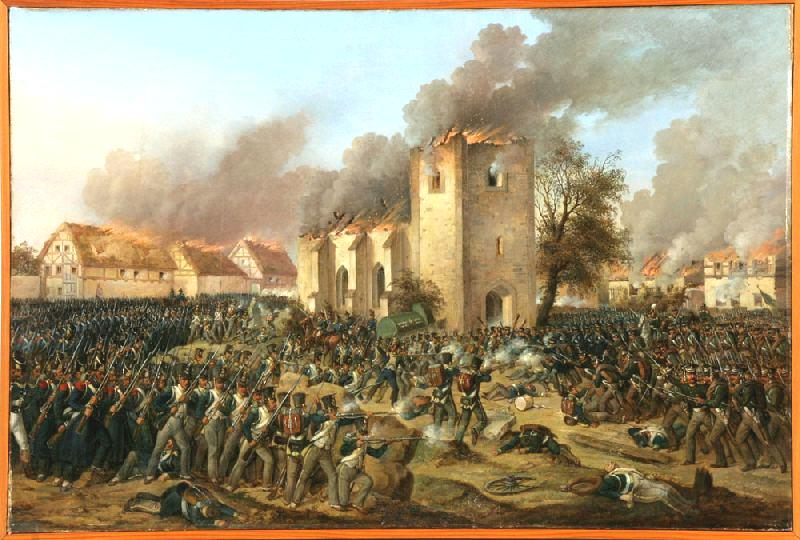
Striderna vid Probstheida.

De blodigaste striderna under hela slaget inträffade i Probstheida, en by strax söder om Leipzig. Här marscherade omkring 60 000 soldater under Barclay de Tolly och ryckte fram mot byn i två kolonner, medan en preussisk armé under von Kleist ryckte fram genom Wachau och en rysk armé under Wittgenstein ryckte fram genom Liebertwolkwitz. Barclay pressades av monarkerna, särskilt av den ryske tsaren, att inta byn eftersom det var nyckeln till att komma till Napoleons truppers ställningar, och även trots att von Kleist motsatte sig detta var ”monarkernas” order den slutgiltiga.
Fransmännens dispositioner i byn var dock starkt befästa, tack vare de höga och tjocka trädgårdsmurarna som gav utmärkt skydd för det franska infanteriet. Försvaret förstärktes också med artilleri och starka infanterireserver bakom byn. En dag tidigare hade ryssarna tagit de flesta av slagets förluster, vilket innebar att preussarna fick pressa fram striden.
De preussiska jägarna försökte storma byn, men drevs snabbt tillbaka. Sedan öppnade artilleriet från båda sidor eld mot byn, och trots de enorma mängder artilleri som koalitionen hade tagit med sig fick det mer kraftfulla franska imperialgardsartilleriet så småningom övertaget. Preussarna genomförde en rad anfall mot de franska ställningarna i byn, men deras ansträngningar var förgäves då det franska artilleriet avvärjde deras offensiv. De franska kyrassiärerna under Murat anföll de försvagade preussiska linjerna och drev dem tillbaka. Det talrika ryska kavalleriet gjorde motanfall och räddade infanteriet genom att upprepade gånger driva tillbaka det franska kavalleriet, om än med stora förluster. Preussarna genomförde ytterligare ett anfall mot franska linjerna, men var mindre framgångsrik än den första. Det tredje anfallet genomfördes den här gången av ryssarna, vilka befalldes av Raevsky. Anfallet i byn var något mer framgångsrikt än de två första, då de erövrade trädgårdarna och dödade flera franska infanterienheter, för att sedan drivas tillbaka av det franska imperialgardet som nyligen anlänt till platsen. Trots att von Schwarzenberg bad den ryske tsaren att skicka in det ryska imperialgardet beordrade denne att han skulle vidta flera anfall mot byn. Trots deras lyckade, envisa försvar var fransmännen nu i en svår situation då de led brist på manskraft, och därmed blev striderna en svag taktisk seger för Napoleon.

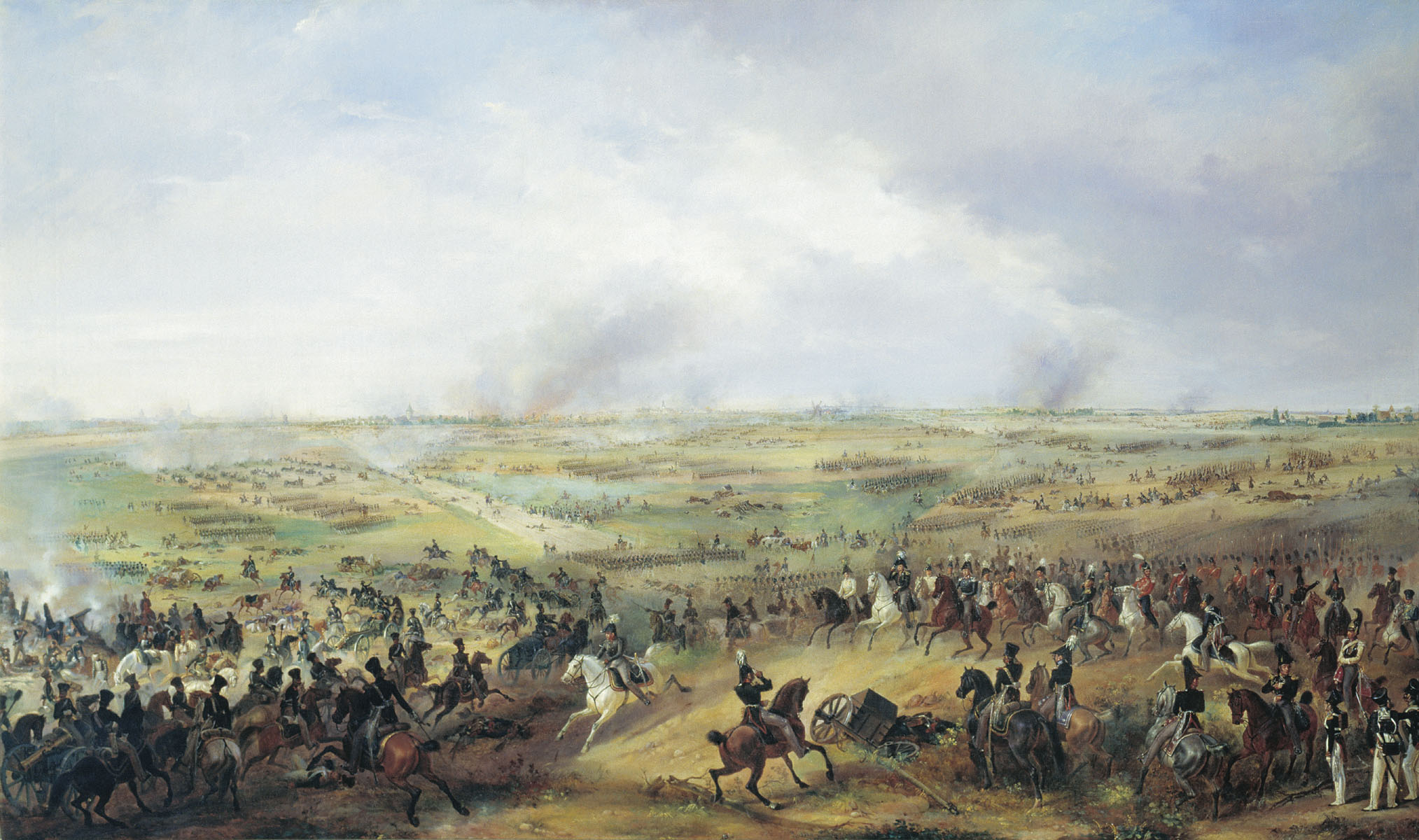
Slaget vid Leipzig.

På morgonen den dagen höll Bernadotte och Blücher ett rådslag i Breitenfeld. Man enades om att Bernadottes nordarmé skulle passera Parthefloden på Taucha med en förstärkning på 30 000 män från Blücher schlesiska armé. Blücher enades om att skicka Langerons armékår, och att avstå från sin rang och sina privilegier som överbefälhavare och sätta sig i spetsen för hans preussare. Framryckningen av den svenska armén mot Leipzig gick långsamt, eftersom Bernadotte hade fått besked om att Napoleon planerade en förnyad attack mot Berlin efter att hans marskalkar misslyckade att ta staden efter striderna vid Grossbeeren och Dennewitz.
Platovs ryska tunga artilleri började beskjuta sachsarna runt Paunsdorf. Langeron placerade pontonbroar över Parthefloden och en flygande bro via Mockau; stora truppmassor hade nu förflyttat till den östra flodstranden. Samtidigt började de ryska och österrikiska styrkorna anfalla de franska och sachsiska ställningarna i Paunsdorf, men drevs tillbaka efter motattacker från det franska infanteriet och bombardemanget från de fransk-sachsiska batterierna. Koalitionstrupperna blev jagade av franskt infanteri tills de österrikiska husarerna och Grenzerryttare gjorde ett motanfall och drev tillbaka fransmännen. Striderna kring Paunsdorf svängde fram och tillbaka. Då det preussiska infanteriet under general Friedrich Wilhelm von Bülow anlände till Paunsdorf började det ryska tunga artilleriet, det preussiska hästartilleriet och de svenska Congreveraketerna att bombardera Paunsdorf. Preussiska och österrikiska trupper stormade nu byn och drev fransmännen tillbaka till Sellerhausen. Två preussiska bataljoner och de svenska artilleriet med den brittiska Congreveraketerna, förföljde fransmännen; men fransmännen omgrupperade och dödade den brittiska befälhavaren för raketerna, Richard Bogue, och drev tillbaka de preussiska trupperna.
Ytterligare stridigheter inträffade också i Schonefeld. Koalitionstrupper inledde upprepade anfall på franska dispositioner där, men drevs tillbaka. När det franska infanteriet anföll koalitionens ställningar drevs också de tillbaka. Upprepade anfall av de ryska musketörerna och grenadjärerna under general Langeron drev fransmännen bort från Schonefeld. När de allierade intog byn intogs också Paunsdorf. De våldsamma striderna i Paunsdorf och Schönefeld orsakade att dessa byar stacks i brand.
Under striderna hoppade 5 400 sachsare av Jean Reyniers sjunde armékår över till koalitionen. Först såg de franska officerarna att sachsarna rusade fram mot de framryckande preussarna som ett anfall, men förräderiet blev uppenbart när de såg sachsarna be till preussarna att få gå med dem inför det kommande anfallet. Reynier själv bevittnade detta, och han samlade de återstående sachsarna till sitt förfogande. Detta var dock till ingen nytta, eftersom även Württembergs kavalleri deserterade från fransmännen vilket tvingade den franska linjen i Paunsdorf att dra sig tillbaka.

### 19 oktober

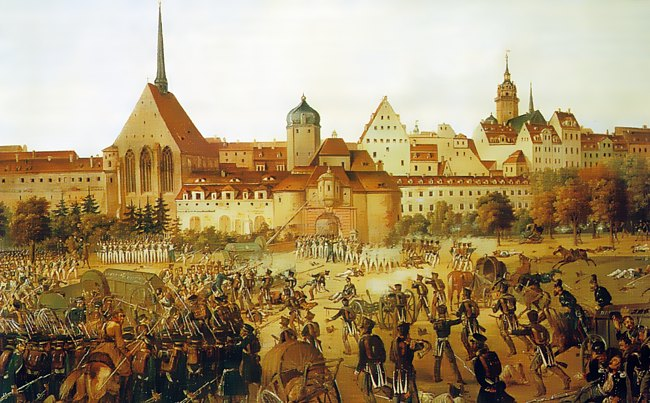
Koalitionstrupperna strider mot fransmännen vid Leipzigs portar den 19 oktober.

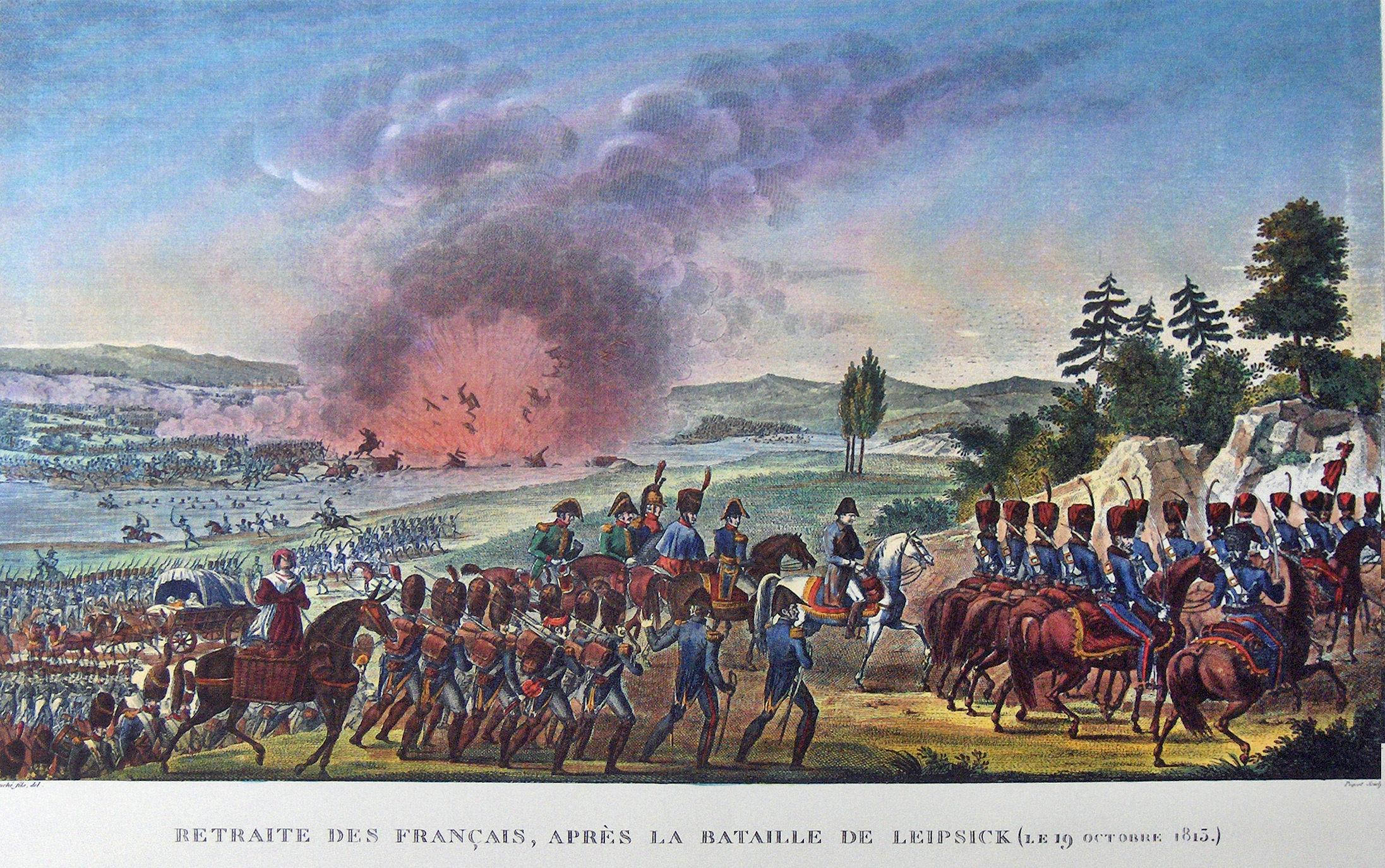
Napoleons trupper retirerar den 19 oktober. I bakgrunden syns den sista bron över floden Elster som sprängs av fransmännen.

Napoleon hade insett att han inte kunde vinna slaget och natten till den 19 oktober (som skulle bli slagets fjärde dag) började han dra tillbaka merparten av sin armé över floden Elster. Innan reträtten inleddes befordrade han Poniatowski till Marskalk av Frankrike, den enda utlänning som fick denna titel. Poniatowski svor att han skulle kämpa till sista andetaget, vilket han också gjorde. De allierade upptäckte reträtten först klockan sju på morgonen, och blev sedan upptagna av Oudinots grymma gatustrider i Leipzig. De ryska, preussiska och svenska trupperna gick in i Leipzig och stormade de hus och barrikader som besattes av fransmännen.  Kulregnets var starkt men man trängde så småningom fram till stadens torg. Det var under denna del av striden som den svenska majoren Wilhelm von Döbeln föll med ett stort antal svenska officerare och jägarsoldater. Stadens civila gömde sig medan striden rasade.
Reträtten gick smidigt fram tills tidig eftermiddag när generalen som fick i uppdrag att förstöra den enda bron över Elster gav uppdraget till en överste vid namn Montfort. Översten i sin tur gav detta ansvar till en korpral som, ovetande om den noggrant planerade tidsplanen, antände stubinerna vid klockan 13:00 på eftermiddagen, när bron fortfarande var proppfull av franska trupper, och Oudinots eftertrupp fortfarande befann sig i Leipzig. Explosionen och den följande paniken och flykten ledde till dödandet av tusentals franska trupper, och tillfångatagandet av flera tusen. Under denna händelse drunknade Poniatowski när han försökte korsa floden.

## Resultat

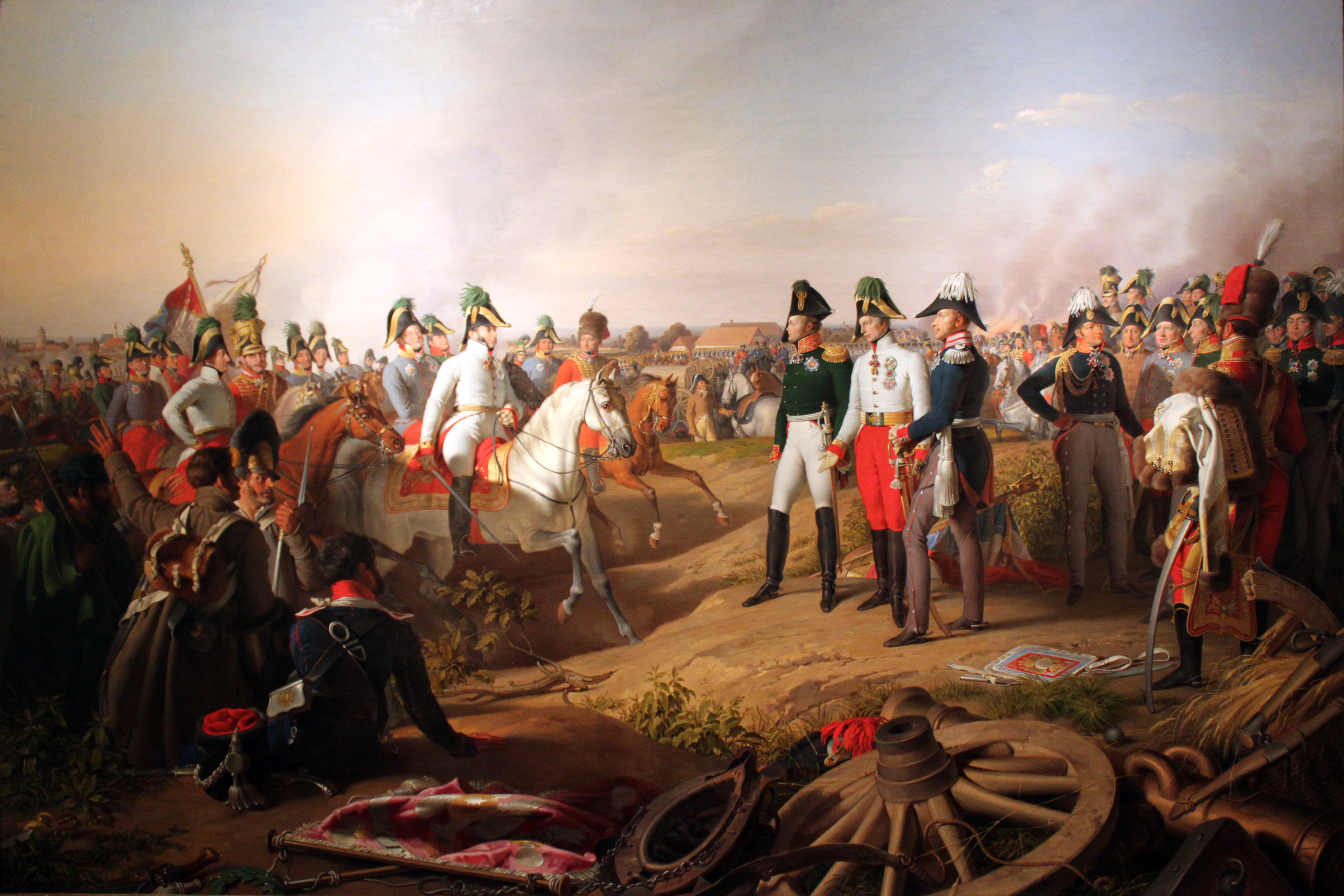
Koalitionens seger vid Leipzig, målning av Peter von Kraft.

Slaget vid Leipzig var det blodigaste slaget i Napoleonkrigens historia då förlusterna på båda sidor var förbluffande hög, dess uppskattningar varierar från totalt 80 000 till 110 000 dödade, sårade eller saknade. Napoleon förlorade cirka 45 000 dödade och sårade soldater. De allierade tillfångatog 15 000 arbetsföra fransmän, 21 000 sårade eller sjuka, 325 kanoner och 28 örnar, standarder och flaggor, och fick dessutom deserterade män från de sachsiska avdelningarna. Bland de döda var marskalk Józef Antoni Poniatowski, som var brorson till Polens sista kung, Stanisław II August Poniatowski. Kårbefälhavarna Lauriston och Reynier tillfångatogs, och 15 franska generaler dödades och 51 sårades. Under slaget föll den svenske majoren Wilhelm von Döbeln, som fått en minnessten uppsatt efter sig av den blivande Oscar I i Karlbergs slottspark.
Av en armé på totalt 380 000 man drabbades de allierade av cirka 54 000 dödsoffer. Schwarzenberg böhmiska armé förlorade 34 000 man, Blüchers schlesiska armé förlorade 12 000 man, medan Bernadottes nordarmé och Bennigsens polska armé förlorade omkring 4 000 man vardera. Antalet dödsoffer från koalitionsarmén gjorde det omöjligt för dem att förfölja den retirerande Grande Armeé, men fransmännen själva var redan utmattade efter slaget och skyndade tillbaka till Frankrike för att börja sitt hårdnackade försvar fram till början av våren 1814.
När det stora slaget var utkämpat red Karl Johan med svit in i Leipzig. Med sig hade han bland annat Skjöldebrand, som beskrev hur det såg ut i staden, som tidigare varit en av de rikaste och mest florerande i Tyskland:
| ” | Sällan, om någonsin har en rysligare syn på jorden förefallit än den, som nu låg för våra ögon. På den stora gatan, från den ena ändan av staden till den andra, lågo döda och sårade så tätt, att rum ej gavs för hästfötterna emellan dem, och på sina ställen låg mer än ett varv. Allt låg i en mölja av tjockt ler, svart i sig själv men merendels rött av blod. De sårade, som kunnat det, hade släpat sig till husen å ömse sidor, men mången ännu levande låg bland de döda. Hästarna kunde med möda förmås att trampa på kropparna. De fnöso i början och tycktes rysa men måste tvingas fram, och sedan gick det för sig, men de voro ofta på vägen att stupa. | „ |

## Efter slaget

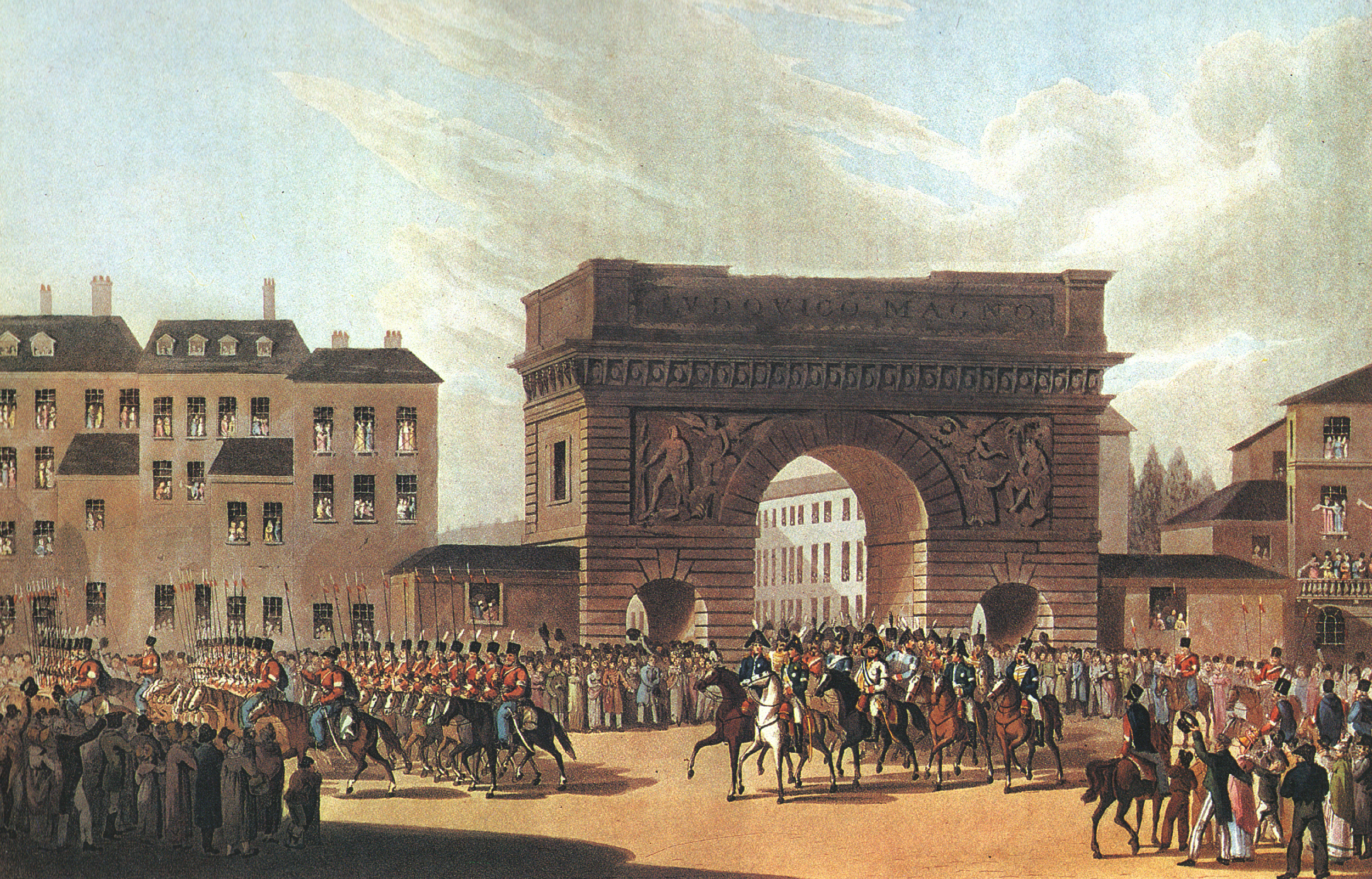
Ryska trupper intar Paris år 1814.

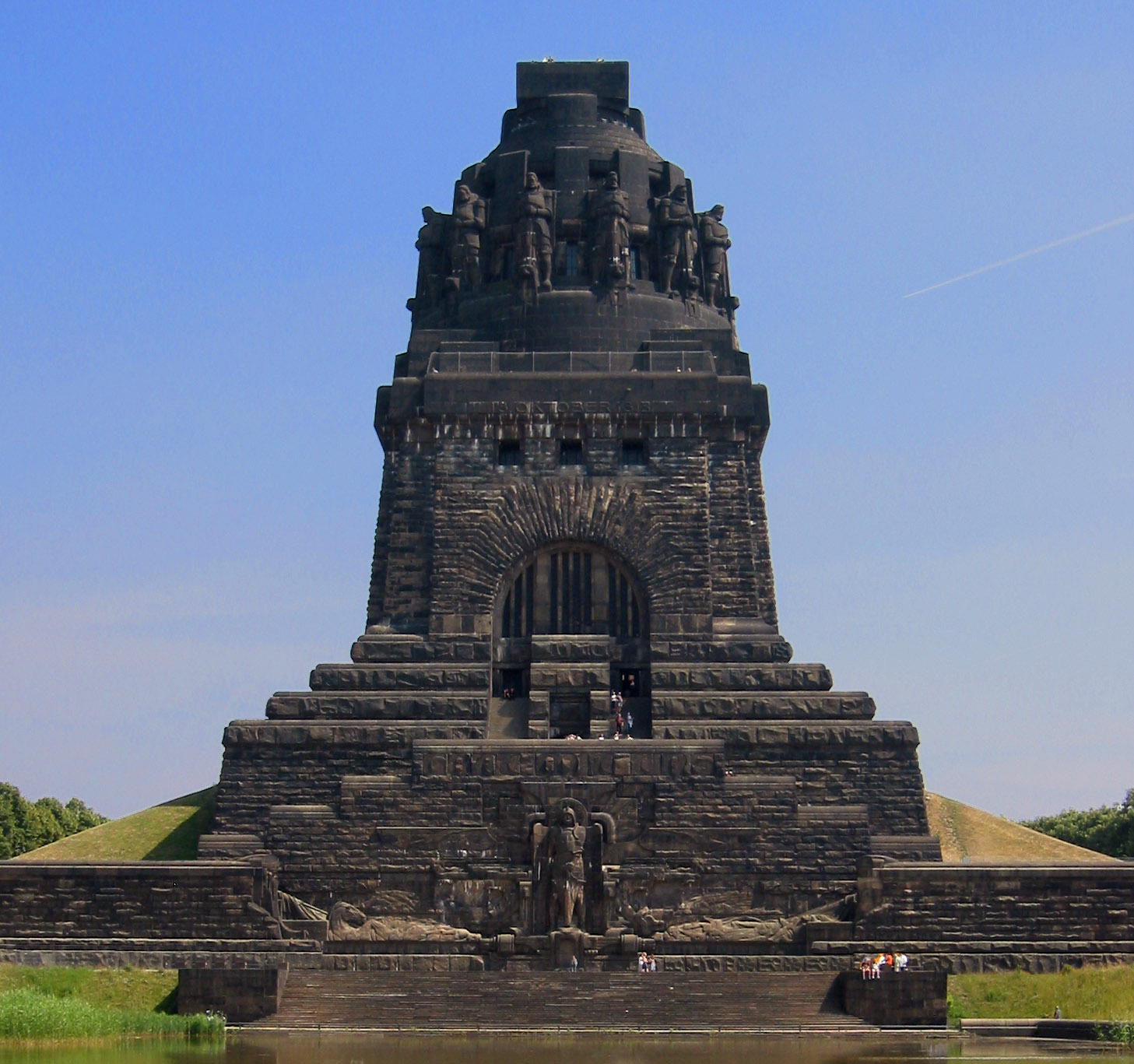
Völkerschlachtdenkmal (Folkslagsmonumentet) i Leipzig.

Slaget avslutade Frankrikes närvaro öster om Rhen och förde de tyska staterna över till koalitionen. Det var också ett hårt slag mot Napoleon själv, som för första gången i Napoleonkrigen blev besegrad i strid. Han och hans armé flydde vidare med sin armé tillbaka till Frankrike för att uppbåda sitt försvar mot de invaderande koalitionsstyrkorna. Med striden slutade det tyska fälttåget i ett fullständigt nederlag för de franska styrkorna, trots att de fick en liten seger när en armé av kungariket Bayern försökte blockera Grande Armées reträtt i Hanau. Franska styrkor gick inte in i Tyskland igen förrän vid första världskriget.
Med kungariket Italien avskaffat och Rhenförbundets kollaps tog koalitionen initiativet och invaderade Frankrike i början av 1814. Napoleon tvingades abdikera från Frankrikes tron och landsförvisades till ön Elba, och för första gången kapitulerade det första franska kejsardömet.
Förutom den 91 meter höga Völkerschlachtdenkmal som invigdes år 1913, markeras striden vid staden Leipzig av många monument och av 50 så kallade Apelstenar som markerar platserna för de franska och allierade truppernas huvudlinjer.

## Ögonvittnesskildring
Hur kaotiskt det var framgår av ett brev från författaren Clas Livijn, som var närvarande som auditör vid ett deltagande svenskt regemente, till barndomsvännen Lorenzo Hammarskjöld:
| ”                                                                                                  | Leipzig den 21. Så långt hafver herran nu hulpit oss, men då man ser vägen hit, fasar man nästan derföre. På en stunds afstånd härifrån finnas redan döda kroppar, närmare staden särdeles vid en by äro de hopade, du kan ej föreställa dig, huru det der ser ut. Den ena menniskan bredvid den andra, och ibland dessa låga ännu på tredje dygnet åtskillige, som ännu lefde. I staden ser det jemmerligen ut. Öfverallt ligga döda hästar och ibland dem här och der en menniska, mellan hvilka Pleisses ömma herdar, så beskedliga som Gellert sjelf skildrade dem, vandra gapande. | „ |
| Livijn, Clas (1909). Bref från fälttågen i Tyskland och Norge 1813 och 1814. Stockholm. sid. 94-95 | |   |

## Fotnoter
1. 1 2  Bytte sida till de allierade 18 oktober 1813.